# Schlagzeile
Als Schlagzeile (auch englisch Headline) oder auch Hauptzeile (HZ) wird in der Regel die Überschrift eines Artikels oder einer Anzeige in Zeitung, Zeitschrift oder Broschüre bezeichnet.
Die Aufgabe einer Schlagzeile besteht darin, die Aufmerksamkeit eines flüchtig und selektiv lesenden Betrachters zu erreichen, ihn anzusprechen und auf den anschließenden Fließtext zu leiten. Schlagzeilen und Überschriften helfen dem Leser, zu selektieren, was ihn interessiert und was nicht. Untersuchungen zufolge lesen doppelt so viele Leser die Überschrift eines Artikels wie den Artikel selbst.
Dazu muss sie, auf ein ähnliches oder lebendig gestaltetes Umfeld abgestimmt, sichtbar herausragen und ihren Inhalt kurz, verständlich und prägnant darbieten und dabei nicht den Inhalt des Artikels verfälschen. Eine Schlagzeile muss eingängig sein, auffallen und zugleich verstanden werden. Um mehr Aufmerksamkeit zu generieren, wird oft mit einer sprachlichen Zuspitzung gearbeitet.
Je nach Medium, Einsatzgebiet und Zielgruppe bedient sie sich unterschiedlicher sprachlicher und stilistischer Mittel. Im werblichen Bereich operiert sie zumeist mit Aufmerksamkeit steigernden, die Kernaussage unterstreichenden Sprachformen wie Verfremdung, Witz oder Wortspiel. Hinzu kommen der Hinweis auf Neuheiten, das Versprechen von Problemlösungen und Nutzen.
Im journalistischen Bereich fasst die Schlagzeile den Inhalt eines darunter stehenden Artikels zusammen oder interpretiert ihn, insbesondere bei Kommentaren oder im Feuilleton. Hier, aber auch in der Werbung, wird seit einigen Jahren die Schlagzeile immer häufiger von einer Sub-Headline oder von Dachzeilen oder Unterzeilen begleitet, die die Schlagzeile inhaltlich ergänzen oder stilistisch verstärken. Zwei Hauptfragen müssen in einer Schlagzeile beantwortet werden, nämlich Wer? und Was?. Die größte Schlagzeile auf der Titelseite ist immer die des Aufmachers.
Neben ihrer Aussage wirken Schlagzeilen vor allem durch ihre Gestaltung, durch Schriftwahl, Schriftgröße und Schriftfarbe. In Zeitschriften, Broschüren und in der Anzeigenwerbung ist die Funktion dieser typografisch gesteuerten Anmutung groß und häufig an das Zusammenwirken mit Abbildungen gekoppelt. Bei Boulevardzeitschriften sind es zumeist Skandalschlagzeilen, emotional aufbereitet und in großen bunten Lettern gedruckt. In Zeitungen dienen Schlagzeilen dem Leser bei der Orientierung über den Inhalt und bei der Entscheidung, welchen Inhalt er lesen will. Deshalb unterscheiden sich die Schlagzeilen hier stilistisch nur wenig in Schriftart, -schnitt und -größe. Allerdings bestehen auch hier Unterschiede: Die Zeitung mit den großen Buchstaben  ist ein fast sprichwörtliches Beispiel, auch bei der Kaufentscheidung am Kiosk.